# Выдрино (Московская область)
Выдрино — упразднённая в 1939 году деревня Шаховского района Московской области России. С 2017 года улица Выдрино деревни Бролино на территории городского округа Шаховская .

## География
Расположена в центральной части округа, примерно в 7 км к югу от райцентра Шаховская, при рч. Выдерке (по данным 1859—1873 годов), у впадения ручья Дубкин справа в реку Хованку (бассейн Рузы).
По данным на 1890 год входила в состав Муриковской волости.
Постановлением президиума Моссовета от 24 марта 1924 года Муриковская волость, вместе с населёнными пунктами, была включена в состав Судисловской волости.
С 1929 года — населённый пункт в составе Шаховского района Московской области.
В 1939 году потеряла статус населённого пункта в результате юридического казуса.
6 марта 2017 года в деревне Бролино появилась улица Выдрино.

## Инфраструктура
Личное подсобное хозяйство с зоной сельскохозяйственного использования, индивидуальная застройка усадебного типа.

## Транспорт
Автобусное сообщение с райцентром. Остановка общественного транспорта «Выдрино». На 2025 год останавливаются автобусы № 44 и 46, следующие до Шаховской